# Richard Franklin
Richard Franklin   (Melbourne, 15 de juliol de 1948 - Melbourne, 11 de juliol de 2007) va ser un director de cinema australià.

## Biografia
Es va formar al Haileybury College. Als anys seixanta, Franklin era el bateria de la banda de Melbourne The Pink Finks, on també participaven Ross Wilson i Ross Hannaford, més tard de Daddy Cool. La banda va llançar diversos senzills, cap dels quals va tenir un èxit significatiu en les llistes. Franklin va decidir una carrera pel cinema més que per la música. Va continuar estudiant cinema a la Universitat del Sud de Califòrnia al costat d'altres destacats directors George Lucas, Robert Zemeckis i John Carpenter. Franklin era un devot d'Alfred Hitchcock (des que va veure Psycho als 12 anys), i el seu intent d'organitzar una projecció de Hitchcock's Rope (1948) a la USC va resultar en una trucada telefònica del mateix Hitchcock. Franklin va convidar a Hitchcock a donar una conferència a la universitat i, posteriorment, es va convertir en un bon amic del director.

## Filmografia
| Any  | Pel·lícula                    | Director | Productor | Guió | Notes |
| ---- | ----------------------------- | -------- | --------- | ---- | --- |
| 1975 | The True Story of Eskimo Nell | Sí       | Sí        | Sí   | També coneguda com Dick Down Under |
| 1976 | Fantasm                       | Sí       |           |      | Acreditat com "Richard Bruce" |
| 1978 | Patrick                       | Sí       | Sí        |      | Nominada — AACTA Award for Best Film |
| 1981 | Roadgames                     | Sí       | Sí        | Sí   | |
| 1983 | Psycho II                     | Sí       |           |      | |
| 1984 | Cloak & Dagger                | Sí       |           |      | |
| 1986 | Link                          | Sí       | Sí        |      | |
| 1991 | F/X2: Efectes especials       | Sí       |           |      | |
| 1993 | Running Delilah               | Sí       |           |      | Telefilm |
| 1995 | Hotel Sorrento                | Sí       | Sí        | Sí   | AACTA Award for Best Adapted Screenplay Nominada — AACTA Award for Best Film Nominated — AACTA Award for Best Direction Nominada — Tokyo International Film Festival - Grand Prix |
| 1996 | Dubtes i mentides             | Sí       | Sí        | Sí   | |
| 1997 | One Way Ticket                | Sí       |           |      | Television film |
| 1999 | The Lost World                | Sí       |           |      | Telefilm pilot + quatre episodis addicionals |
| 2003 | Visitors                      | Sí       | Sí        |      | |